# Эко-марафон Shell
Эко-марафон Shell —   всемирный чемпионат по энергоэффективности, спонсируемый Shell. Участники строят автомобили, которые стремятся достичь максимально эффективного использования топлива. В эко-марафоне участвуют два класса автомобилей: Prototype и UrbanConcept, которые делятся на три категории энергопотребления: аккумуляторные батареи, водородные топливные элементы и двигатели внутреннего сгорания (на бензине, этаноле или дизеле). Призы присуждаются отдельно для каждого класса транспортного средства и энергетической категории. В финале проводится гонка самых энергоэффективных автомобилей UrbanConcept с ограниченным количеством энергии.
Соревнования эко-марафона проводятся по всему миру и по состоянию на 2018 год включали 9 мероприятий, проходивших в Сингапуре, Калифорнии, Париже, Лондоне, Стамбуле, Йоханнесбурге, Рио-де-Жанейро, Индии и Китае. Участниками являются студенты различных институтов, включая прошлых финалистов из Университета Британской Колумбии, Дьюкского университета, Университета Торонто, и Калифорнийского университета в Лос-Анджелесе.
В 2018 году в экомарафоне Shell приняли участие более 5000 студентов из более чем 700 университетов 52 стран. За экомарафоном Shell следят несколько миллионов человек.

## История
В 1939 году группа ученых Shell, базирующаяся в исследовательской лаборатории в Вуд-Ривер, штат Иллинойс, США, заключила дружеское пари, чтобы выяснить, кто сможет дальше проехать на своей машине на одном галлоне топлива. Победитель достиг расхода топлива 4.730 л/100 км. Повторные соревнования привели к значительному улучшению результатов с годами:

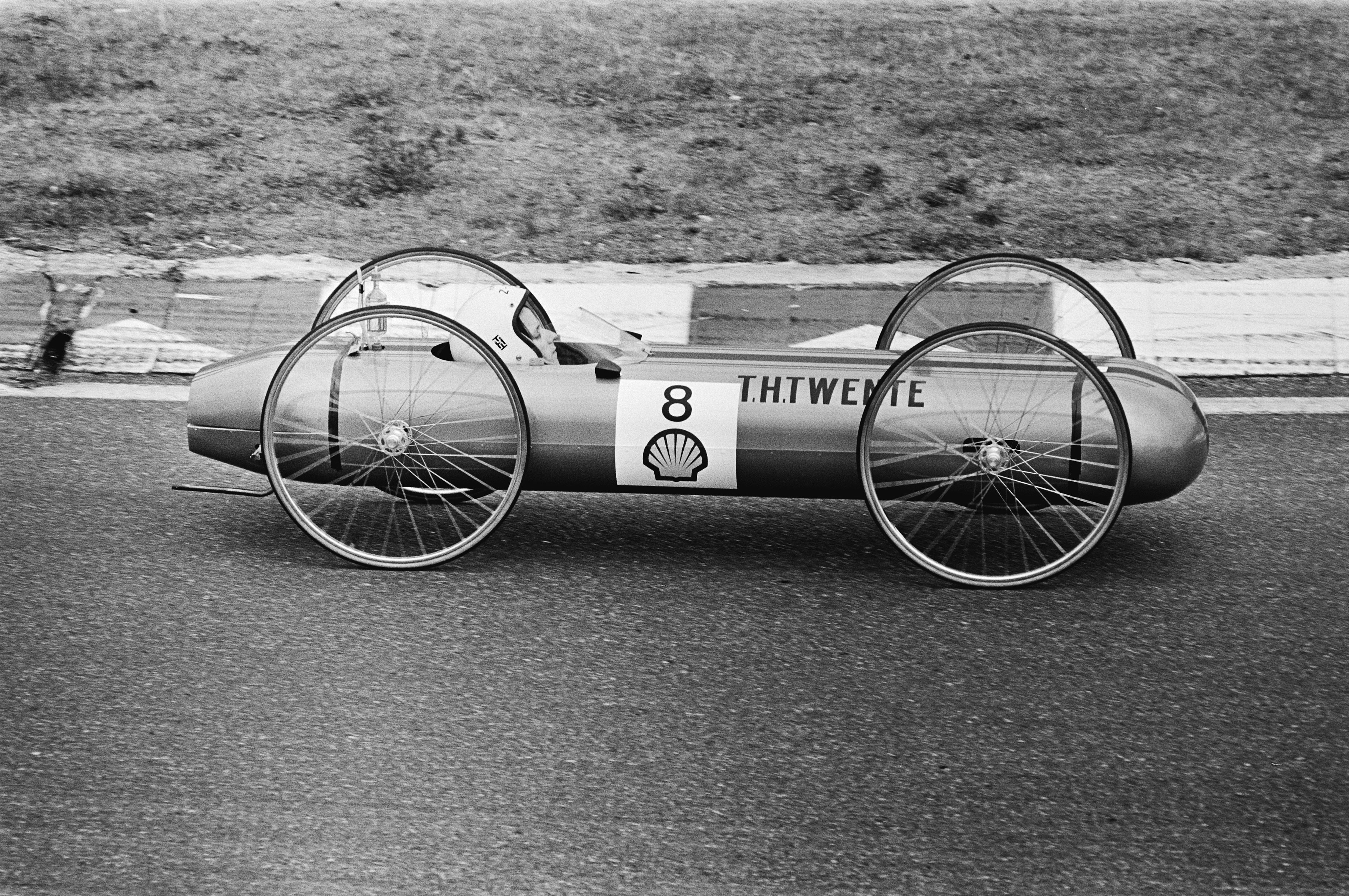
Победитель экомарафона Shell на автодроме Ван Зандворт — Твенте (1980)

- 1949 год: 1.5686 л./100 км., Студебекер 1947 года
- 1968 год: 0.9626 л./100 км., Fiat 600 1959 года
- 1973 год: 0.62459 л./100 км., Opel 1959 года

Текущий рекорд — 0.018572л/100 км, был установлен в 2005 году PAC-Car II. Мировой рекорд по эффективности дизельного топлива был установлен командой Политехнический университет Валенсии, Испания) в 2010 году, проехавшей на 1 литре 1396,8 километров. Для сравнения, лучшие серийные дизельные автомобили расходуют порядка 4л/100 км, а некоторые мощные спортивные машины могут потреблять до 29 л/100 км.
Текущий рекорд Европейского эко-марафона Shell для двигателей внутреннего сгорания был установлен в 2004 году командой из Lycée La Joliverie (Франция): 3410 км. в пересчете на один литр топлива. Прототипы автомобилей, использующие топливные элементы, обладают большей энергоэффективностью. В 2005 году водородный автомобиль, построенный швейцарской командой ETH Zurich, проехал 3836 км. в пересчете на один литр топлива. Это эквивалентно расстоянию между Парижем и Москвой. В 2013 году Toulouse Ingenerie Multidisciplinarie установила мировой рекорд эффективности этанола с 3100 км. на одном литре этанола. Это эквивалентно расстоянию между Тулузой и Стамбулом.